# FV Cornelia Marie

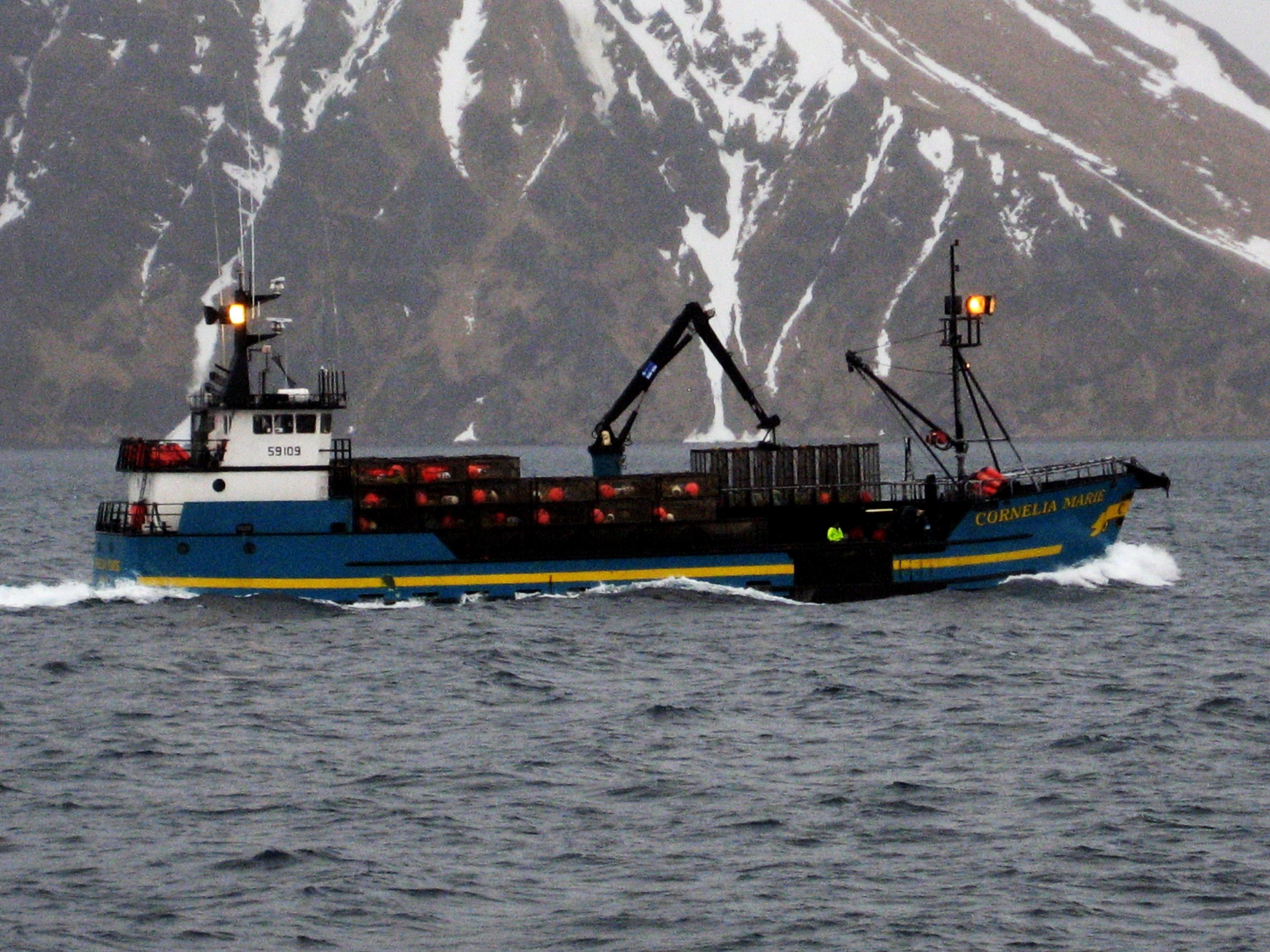
Cornelia Marie

El FV Cornelia Marie es uno de los barcos de pesca de cangrejo, presentado en la serie Deadliest Catch de Discovery Channel.
El barco fue anteriormente propiedad de Cornelia Marie Devlin (antes Collins) y antes de su muerte, Phil Harris (quien se desempeñó como capitán). El hijo de Phil, Josh Harris, recientemente compró el barco y comenzó a pescar con él durante la temporada 2014 de pesca del Cangrejo Opilio. El Cornelia Marie regresó al programa "Deadliest Catch" de Discovery Channel en el octavo episodio de la temporada 10. Su puerto de origen actual es Kodiak, Alaska. A principios de 2015, el Cornelia Marie tenía un 50 % vendido a dos nuevos propietarios, que repararon el barco con nuevos motores.

## Historia
El Cornelia Marie fue construido en 1989 en Bayou La Batre, Alabama por encargo del propietario original Ralph Collins; era uno de los últimos barcos construidos por Horton Barcos. Fue bautizado con el nombre de la esposa de Ralph, Cornelia Marie Collins, copropietaria del barco. El barco tiene 39 metros de largo, ocho metros y medio de ancho, y puede llevar 108 000 litros de combustible y 11000 litros de agua dulce. El Cornelia Marie pesca cangrejo Rey, Cangrejo Opilio (también llamado cangrejo de las nieves), y salmones. Su casco está pintado de azul con bandas y nombre en amarillo, y puente en blanco.
Ralph y Cornelia Marie se divorciaron quedándose ella con la propiedad de la embarcación. Al tiempo, vendió una parte al capitán Phil Harris. Su parte está actualmente en posesión de sus herederos. El barco fue visto (pero no su nombre) en imágenes de fondo de la serie Deadliest Catch de Discovery Channel. El barco participó en los esfuerzos de rescate para el Big Valley, que se hundió en el primer día de la temporada de cangrejo Opilio en Saint Paul Island, perdiendo a todos menos a un miembro de la tripulación. Se convirtió en un buque pesquero a partir de la segunda temporada, uniéndose al Maverick, Northwestern, Time Bandit y Wizard.

### Capitán Phil Harris
El capitán Phil Harris sufrió un derrame cerebral el 29 de enero de 2010, mientras descargaba en el puerto de Saint Paul Island, Alaska y posteriormente murió el 9 de febrero después de una embolia pulmonar.

### Era post Harris
Derrick Ray terminó la temporada Opilio después de la muerte de Phil Harris. Jim Wilson comandó el Cornelia Marie en la primavera y verano del 2010. Fue uno de los considerados para comandar el barco el resto de la temporada de pesca del cangrejo opilio 2010 antes de seleccionar Derrick Ray.

El Cornelia Marie participó en la temporada del cangrejo Rey 2010 con el mismo equipo de la segunda mitad de la temporada del Opilio 2010. Antes del comienzo de la segunda parte de la temporada la tripulación arrojó las cenizas de Phil Harris al mar de Bering. El barco sufrió un cambio de tripulación para la temporada Opilio 2011 incluida la sustitución del capitán Derrick Ray por Tony Lara.
El Cornelia Marie regresó para la temporada 7 de Deadliest Catch. Volvió a Kodiak, Alaska a finales de octubre de 2011, bajo el mando del capitán Tony Lara, tras una temporada en el dique seco para someterse a mantenimiento y ser repintado. El Cornelia Marie, bajó la clasificación a "barco rastreador" y no se presentó en la temporada 8 de Deadliest Catch. Josh Harris apareció como un miembro de la tripulación del FV Time Bandit y Jake Harris apareció como un miembro de la tripulación del FV Northwestern. El buque fue filmado en octubre de 2012.
En marzo de 2013, el capitán Hillstrand anunció durante la grabación de Artie Lange Show que Josh Harris compró el Cornelia Marie. El 25 de abril de 2013 Josh confirmó en una entrevista en Rock 105.3 "The Show" en San Diego, California que había comprado el Cornelia Marie.
El 13 de septiembre de 2013, Harris anunció en su página personal de Facebook que el Cornelia Marie no fue contratado por Discovery Channel para la temporada 10 de Deadliest Catch. La página de Facebook Deadliest Catch F/V Cornelia Marie anunció el 14 de marzo de 2014, que si bien el Cornelia Marie no estaría en los episodios del programa; si participaría en la temporada del Opilio.
El 8 de agosto de 2015, Tony Lara murió de un ataque al corazón en Sturgis, Dakota del Sur.